# Parcelacja (Nawarzyce)
Parcelacja – część wsi Nawarzyce w Polsce, położona w województwie świętokrzyskim, w powiecie jędrzejowskim, w gminie Wodzisław.
W latach 1975–1998 Parcelacja należała administracyjnie do województwa kieleckiego.